# Кузанлы Первые
Кузанлы́ Первые (азерб. Birinci Quzanlı) — поселок в Агдамском районе Азербайджана.

## История
Основан постановлением Милли Меджлиса Азербайджана от 6 октября 2007 года "О изменениях в административном делении Агдамского района". С этого же дня входит в Кузанлинский муниципалитет.

## Население
| Численность населения |
| 2016                  |
| --------------------- |
| 0                     |

Посёлок основан для беженцев. Постоянного населения не имеет.

## Климат
В селе холодный семиаридный климат.

## Инфраструктура
В 2010 году в село налажена поставка природного газа.